# Калінін Володимир Анатолійович
Володимир Анатолійович Калінін (нар. 21 червня 1954) — російський дипломат.

## Біографія
Закінчив Московський державний інститут міжнародних відносин (МДІМВ) МЗС СРСР (1977). На дипломатичній роботі з 1977 року. Володіє монгольською та англійською мовами.
В 1977—1981 роках — стажер, старший референт-стажер, старший референт-секретар Посольства СРСР в Монголії.
В 1984—1989 роках — третій, другий, перший секретар Посольства СРСР в Індонезії.
В 1992—1997 роках - радник Посольства Росії в Індонезії.
В 1997—2001 роках — радник, старший радник, в.о. начальника відділу, начальник відділу в Другому департаменті Азії МЗС Росії.
В 2001—2005 роках — радник-посланник Посольства Росії в Таїланді.
В 2005—2008 роках — головний радник Департаменту азіатського і тихоокеанського співробітництва МЗС Росії.
В 2008—2010 роках — головний радник Департаменту загальноазіатських проблем МЗС Росії.
В 2010—2011 роках — головний радник Департаменту азіатського і тихоокеанського співробітництва МЗС Росії.
В 2011—2015 роках — генеральний консул Росії в Гонконгу (КНР).
Із серпня 2015 по вересень 2019 року — заступник директора Першого департаменту Азії МЗС Росії.
Із 6 вересня 2019 року — Надзвичайний і Повноважний Посол Російської Федерації в Лаосі. Вірчі грамоти вручив 21 листопада 2019 року.

## Дипломатичний ранг
- Надзвичайний і Повноважний Посланник 2 класу (16 грудня 2014)[3].
- Надзвичайний і Повноважний Посланник 1 класу (13 вересня 2021)[4].